# Jürg Bucher
Jürg Michael Bucher (* 2. August 1947) ist ein Schweizer Manager und Unternehmer. Er führte von 2003 bis 2011 die heutige PostFinance AG, von 2009 bis 2012 als Chief Executive Officer (CEO) die Schweizerische Post und war von 2013 bis 2020 Verwaltungsratspräsident der Valiant Holding & Bank AG.

## Werdegang und Karriere
Bucher besuchte das Gymnasium Neufeld in Bern, studierte Volks- und Betriebswirtschaft an der Universität Bern und absolvierte später verschiedene Zusatzausbildungen in Management, Controlling und Corporate Finance im In- und Ausland.
Nach seinem Abschluss als lic.rer.pol im Jahr 1973 schrieb Bucher als freischaffender Journalist in den Themenbereichen Lokales, Politik, Wirtschaft und Sport und engagierte sich als wissenschaftlicher Mitarbeiter in der Regionalforschung und -planung in Bern.
1976 stieg Bucher bei der Schweizerischen PTT (Post-, Telefon- und Telegrafenbetriebe) ein und übernahm mit der Zeit Führungsverantwortung auf Topmanagementstufe in den Bereichen Finanzen, Controlling und Unternehmungsentwicklung. Er half ab 1993 mit, die Aufteilung der PTT in die neuen Unternehmen Swisscom und Schweizerische Post AG im Jahr 1998 vorzubereiten und zu vollziehen.
Zwischen 1998 und 2011 führte Bucher zuerst als stellvertretender CEO und ab 2003 als CEO die heutige PostFinance AG in ihrer Entwicklung vom Zahlungsverkehrsanbieter zu einer renommierten Retailbank in der Schweiz. Er war ab 2003 Mitglied in der Konzernleitung Post, bevor er im Jahr 2009 die operative Führung des Postkonzerns übernahm. Bucher leitete nach einer Phase turbulenter personeller Wechsel an der Unternehmensspitze eine Neuausrichtung des Konzerns ein. Die Basis dafür war eine neue gesetzliche Grundlage. Post, PostFinance und PostAuto wurden zu im öffentlichen Besitz verbleibenden Aktiengesellschaften, und die PostFinance AG erhielt eine Bankenlizenz.
Nach seinem Rücktritt als CEO der Post im Jahr 2012, präsidierte Bucher bis 2020 den Verwaltungsrat der börsenkotierten überregionalen Retail- und KMU-Bank Valiant. Zu seinen Aufgaben gehörte die strategische und strukturelle Neuausrichtung der Bank nach einer mehrjährigen Krise mit grossen Reputationsschäden.

## Neben- und ehrenamtliche Tätigkeiten
Jürg Bucher setzt sich für die Förderung von Jungunternehmen und in Ausbildung befindlicher junger Kader ein. So war er der erste Verwaltungsratspräsident der SUSI Partners AG (sustainable investments), Zug, Mitbegründer des Gründerzentrums Bern sowie langjähriges Mitglied im Verwaltungsrat der InnoBE AG. Er doziert seit 2016 an der Privaten Hochschule Wirtschaft, PHW, Bern, sowie als Referent in einem CAS-Lehrgang der Universität Bern. Auch ist er aktiv in einzelnen Startups.
Als begeisterter Aktivsportler (Orientierungslauf, Biken, Jogging, Langlauf und Ski fahren) sowie kulturinteressierter Mensch wirkt Bucher in diversen sportlichen sowie kulturellen Institutionen, unter anderem als Verwaltungsrat der Gstaad Menuhin Festival & Academy AG und bis 2020 als Verwaltungsrat der SCB Group AG Bern. Von 2015 bis 2018 war Bucher der erste Präsident des Stiftungsrates der 2015 neu gegründeten Dachstiftung Kunstmuseum Bern – Zentrum Paul Klee in Bern und führte die beiden grossen Kunsthäuser organisatorisch und führungsmässig zusammen.
Im sozialen Bereich engagiert sich Bucher seit 2013 im Stiftungsrat der Stiftung Denk an mich.

## Privatleben
Jürg Bucher ist verheiratet und hat einen erwachsenen Sohn. Er lebt in Wichtrach und Adelboden.

## Auszeichnungen
- Interner Kommunikator des Jahres 2009 vom Schweizerischen Verband für interne und integrierte Kommunikation.
- Special Award 2011 von Swiss Ice Hockey für sein langjähriges Engagement als Sponsor zugunsten des Schweizer Eishockeys und insbesondere des Eishockeynachwuchses.